# Figline e Incisa Valdarno
Figline e Incisa Valdarno és un comune (municipi) de la Ciutat metropolitana de Florència (antiga província de Florència), a la regió italiana de la Toscana, situat uns 20 km al sud-est de Florència. Va ser creat l'1 de gener de 2014 després de la fusió dels antics municipis de Figline Valdarno i Incisa in Val d'Arno.
L'1 de gener de 2018 tenia 23.460 habitants.